# Romersk konst

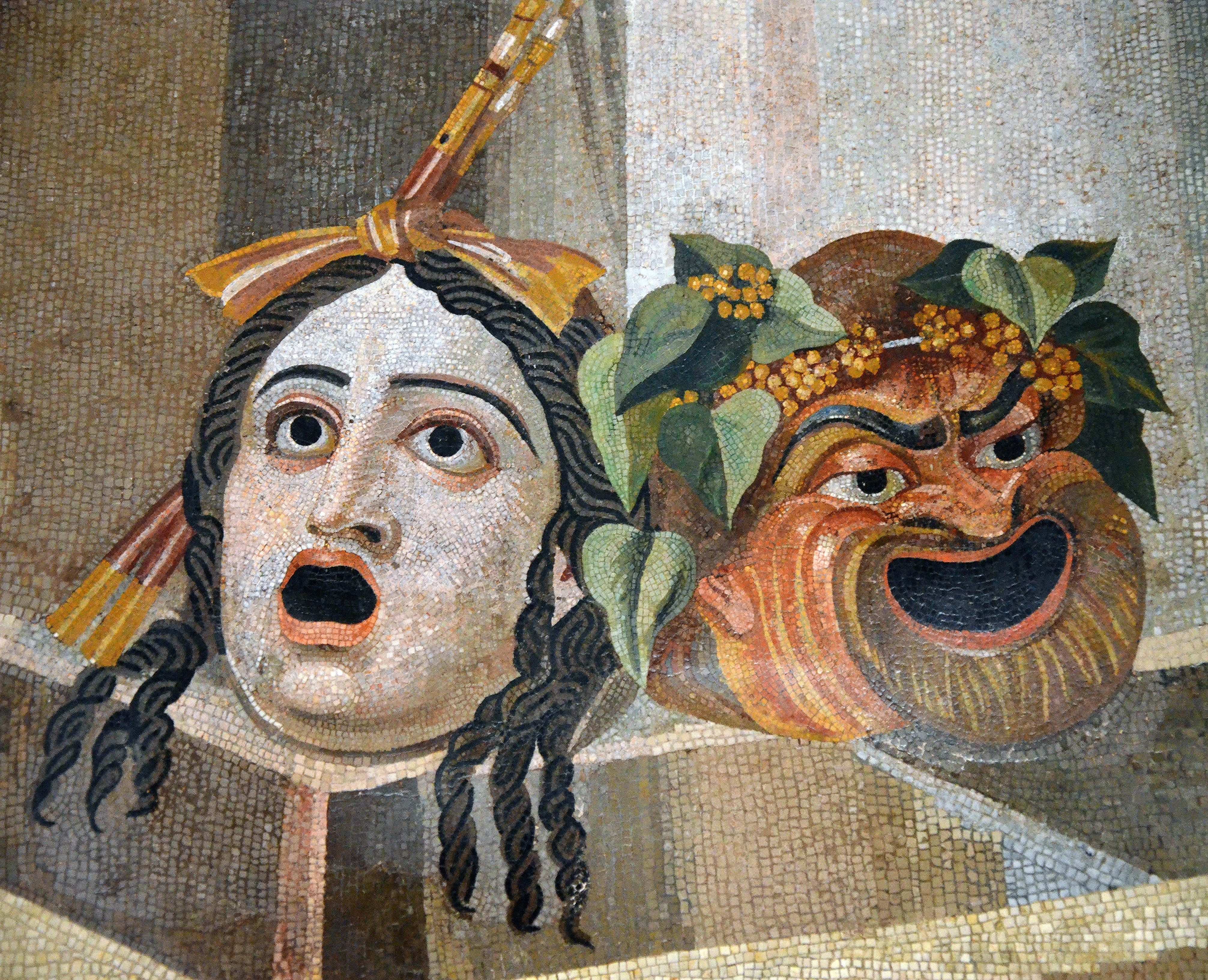
Romersk mosaik föreställande en tragisk och en komisk teatermask.

Under 300- och 200-talen f.Kr. erövrade Rom hela Apenninska halvön, och började underkuva de andra stormakterna kring Medelhavet.
I och med att Etrurien blev en provins i det romerska riket vid mitten av 300-talet blev påverkan stor från den etruskiska konsten men redan under tiden för Kungariket Rom från 700-talet f.Kr.  var påverkan stor. Etruskerna hade en egen konstuppfattning där förfäderskulten hade en framträdande plats och den etruskiska konsten återger historiska personer. Den etruskiska konstuppfattningen blev ett viktigt element i den tidiga romerska konsten.
Under 100-talet f.Kr. inlemmades de själva i den hellenistiska kultursfären. Inledningsvis skedde detta genom att romerska provinsguvernörer köpte upp och rövade bort de enorma mängder grekisk konst som fanns i de erövrade områdena. Grekiska konstnärer kom snart att immigrera till Italien, och den grekiska konsten ställdes så i romersk tjänst. Resultat blev att romersk konst blev mycket influerad av hellenistisk konst.
Den romerska republiken blev ett kejsardöme 27 f.Kr., och den romerska konsten kom därefter att åtlyda centrala direktiv, och den uppvisar således större enhetlighet än den grekiska. När romersk konst och arkitektur började spridas i Västeuropa var det i koloniseringens spår - några egentliga regionala variationer förekom inte. 
Där Västeuropa var ett outvecklat område som försågs med romersk konst och arkitektur och snabbt anammade det romerska språket, förblev den östra medelhavsregionen hellenistisk, och långt efter att även Grekland blivit en del av det romerska riket fortsatte den kulturella strömmen att flöda från Grekland till Rom.

## Skulpturer

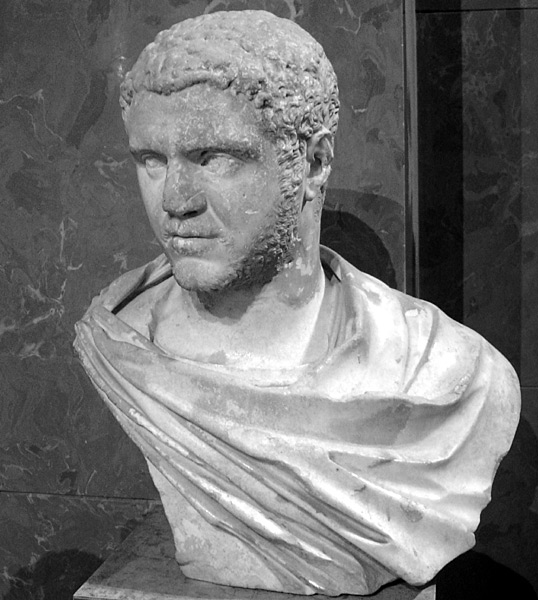
Byst av Caracalla.

Det som framför allt skiljer den romerska skulpturkonsten från den grekiska är förfädersdyrkan. Förmodligen var det ett arv från den etruskiska konsten som gjorde att romarna i högre grad lät avbilda sig själva, ofta tillsammans med bilder av sina förfäder. När de övertog den grekiska konsten anpassade de grekiska konstnärerna den grekiska formen till den romerska kontexten vilket ledde till den romerska realistiska porträttkonsten.
Ämbetsmän lät sig gärna avbildas i den romerska ämbetsdräkten, togan, tillsammans med byster av fäder och förfäder. Men den nakne, atletiske, grekiske ynglingen lät sig inte lånas till ärebilder av äldre romerska generaler och andra heroer. Istället hittade de grekiska konstnärerna en passande hybridform i den så kallade pansarstatyn, där de romerska härskarna ikläddes romersk uniform som garnerades med berättande reliefer men i övrigt intog poser identiska med de välkända grekiska skulpturerna. 
De romerska statyerna var, liksom de hellenistiska, massproducerade, och samma staty kunde tjäna olika härskare - porträtten specialbeställdes, och statyernas huvuden byttes helt enkelt ut med härskarna. De dekorativa elementen upptogs gärna i privatkonsten och återkom i keramik och smideskonsten. Parallellt med denna skulpturtradition verkade en kvinnlig porträttkonst som använde sig av referenser från den romerska diktkonsten av till exempel Horatius och Vergilius. Ofta kan man följa det romerska modets växlingar från år till år.
I tjänst hos de romerska härskarna avspeglade den romerska konsten både härskarnas personliga smak och den allmänna stiltrenden. 
I till exempel Augustus' Ara Pacis från 9 f.Kr. fick den stränga, grekiska klassicismens processioner ge den romerska fredens välsignelser en allegorisk och värdig form.
Omkring 50-75 e.Kr. skedde en stilförändring då Egypten blev en ny inspirationskälla. Motiv från Nilen och den egyptiska mytologin fick tillsammans med en livligare färgskala ersätta den klassiska enkelheten. Inom porträttkonsten ersattes idealiseringen av en påtaglig realism utan försköning. 
Med kejsar Hadrianus omkring 120 e.Kr. återkom klassicismen och en allvarlig ton i bildkonsten. Hadrianus beundrade den grekiska konsten och förlade sitt residens till Aten. Han anlade till och med helskägg som de grekiska filosoferna.
Med Marcus Aurelius omkring 180 e.Kr. hade klassicismen i skulpturen återigen ersatts av en ny stil som blev viktig i den officiella propagandakonsten och i den privata gravkonsten: Marmorns konkreta egenskaper lyftes fram genom blankpolering; fina, maniererade detaljer skapade fantastiska ljus- och skuggeffekter; och reliefens djup varierades så rumsillusion och måleriska effekter uppstod. 
- Kejsarskulpturerna
- Porträttkonsten

## Måleri

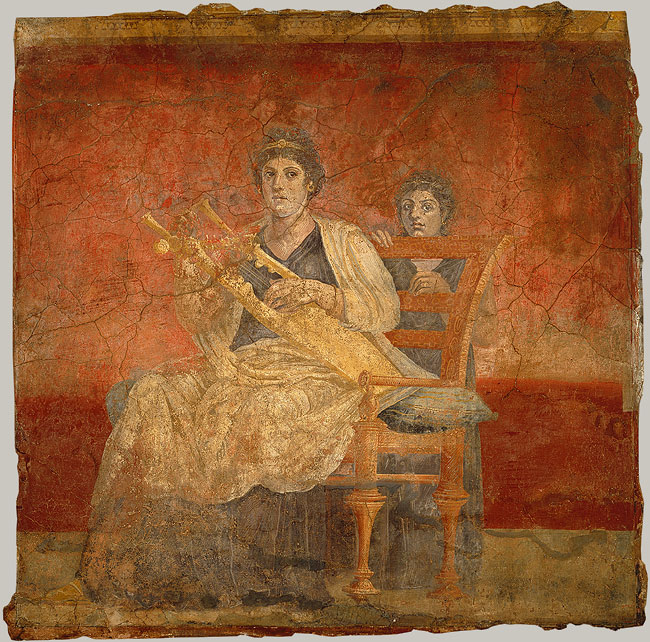
Fresk.

Den romerska bildkonsten rymmer många olika stilar och modeväxlingar. Hellenistiska motiv, gestalter ur den grekiska mytologin i klassicistisk form, var vanligt under hela den romerska epoken, men även mer "typiskt romerska motiv", som porträtt och erotiska bilder förekom.
I landskapsmåleriet använde romarna luftperspektiv för att skapa rumsillusion, en målerisk teknik som var möjlig genom den avancerade och ofta tidskrävande frescoteknik (när man målar med kalkfärg på våt puts) som användes.

## Arkitektur
Huvudartikel: Romersk arkitektur

Colosseum.

Den romerska arkitekturen kan beskrivas som konstruktivt mer avancerad än den grekiska. Där grekerna helst staplade kvaderblock i sin representationsarkitektur och endast så att säga i periferin använde valv och gjutna byggelement, återfinns dessa överallt i den romerska arkitekturen. Både betongen och valvet var förutsättningar för romarnas snabba förverkligande av den infrastruktur som ingen civilisation tidigare varit förmögen till. De romerska städerna bestod av höghus med välvda lokaler i gatuplanet, de förbands av ett ypperligt vägnät och försågs med rinnande vatten genom ett nät av akvedukter. Det romerska imperiet byggdes upp i de romerska härarnas spår med kejsarkulten som självklar förebild. Städerna växte fram kring de romerska härlägren, och termer, parker och palats uppfördes efter förebilderna i Rom.
Även i praktarkitekturen blev det romerska gjutverket grundstommen i de kupoler och basilikor som antog tidigare oanade dimensioner. Dessa enorma betongkonstruktioner kläddes i allmänhet i marmor och tegel och försågs med dekorativa element i grekisk stil. Ett romerskt särdrag var blandningen av olika kolonnordningar som visade sig både i kompositordningen och i till exempel det så kallade teatermotivet i teatrarnas fasader. Viktigt för senantiken och den framväxande kristendomen blev de planer som utvecklades som en del av kejsarkulten: En tronsal i slutet av ett axialt rumsarrangemang. 
- badanläggningar
- triumfbågar